# كونسلهيرو لافايت
كونسلهيرو لافايت هي بلدية في البرازيل، تتبع ميناس جرايس، بلغ عدد سكانها 116٬512  نسمة، في 2010، تبلغ مساحتها 370٫246 كيلومتر مربع.

## الموقع
تشترك في الحدود مع:
- Santana dos Montes [الإنجليزية]‏
- Itaverava [الإنجليزية]‏
- Queluzito [الإنجليزية]‏.

## أعلام
- تاتيان ألفيس
- جوناثان موريرا